# Dendrobium angustipetalum
Dendrobium angustipetalum är en orkidéart som beskrevs av Johannes Jacobus Smith. Dendrobium angustipetalum ingår i släktet Dendrobium, och familjen orkidéer. Inga underarter finns listade i Catalogue of Life.